# Desigualdade em saúde
A desigualdade em saúde está relacionada às desvantagens sistemáticas enfrentadas por diferentes grupos sociais em comparação a outros, refletindo-se em piores indicadores de saúde e maior exposição a riscos sanitários. Essas disparidades podem ser atribuídas a múltiplos fatores, incluindo aspectos regionais, sociais e epidemiológicos.
A desigualdade, nesse contexto, só pode ser compreendida de forma comparativa: os grupos sociais privilegiados indicam o nível de saúde biologicamente possível nas condições vigentes, enquanto as demais discrepâncias e variações refletem algum aspecto da desigualdade. De modo geral, ao falarmos em desigualdades em saúde, estamos lidando com questões relacionadas à justiça distributiva — ou seja, com a forma como os recursos são distribuídos de maneira desigual e injusta entre diferentes grupos da população.
Há elementos relacionados à dimensão individual dos sujeitos e as dimensões estruturais da sociedade, ambas dialogam e geram resultados em torno da desigualdade. Podemos explicar as desigualdades em saúde olhando para os determinantes sociais em saúde, ou seja, para as alterações no contexto econômico, social, político, ambiental, regional, cultural, comportamental e psicossocial. Além disso, outros determinantes interferem nas desigualdades em saúde, são eles: educação, ocupação, etnia e gênero.

## Equidade e igualdade na saúde
Diferentemente da ideia de igualdade, que propõe oferecer os mesmos recursos a todos, o conceito de equidade em saúde está fundamentado em uma lógica de justiça que leva em conta as particularidades de cada indivíduo. A equidade propõe que aqueles em situação de maior vulnerabilidade recebam atenção proporcional às suas necessidades, visando corrigir assimetrias e promover condições mais justas. Essa abordagem parte do entendimento de que tratar todos da mesma forma pode perpetuar desigualdades, enquanto oferecer suporte diferenciado pode contribuir para uma real aproximação da justiça social no campo da saúde.
Como mostra Nunes et.al (2001), a análise da equidade e da igualdade no sistema de saúde brasileiro pode ser abordada a partir de seis dimensões fundamentais. Cada uma dessas dimensões revela diferentes aspectos das desigualdades existentes e dos avanços alcançados nas últimas décadas, conforme detalhado abaixo:

### 1. Oferta (recursos humanos e capacidade instalada)
Essa dimensão refere-se à distribuição dos recursos humanos e da infraestrutura instalada, como leitos e unidades ambulatoriais. O estudo feito no Brasil revela desigualdades marcantes na distribuição desses recursos, especialmente no que diz respeito à oferta de médicos. A razão de médicos por mil habitantes e a quantidade de leitos hospitalares por mil habitantes variam significativamente entre as regiões, refletindo uma concentração dos serviços em determinadas áreas, evidenciando iniquidade espacial na oferta de cuidados.

### 2. Acesso e utilização de serviços
Nessa dimensão os dados de internações hospitalares SUS/100 habitantes; consultas médicas SUS/habitante; cobertura vacinal DPT (3a dose); cobertura vacinal sarampo (1ª dose); cobertura vacinal poliomielite (3ª dose) que são utilizados para medir o acesso e a utilização dos serviços. No Brasil está havendo uma tendência de reorientação do modelo assistencial, com maior ênfase na atenção ambulatorial. Embora as desigualdades entre os estados tenham diminuído no que diz respeito às internações, as diferenças na utilização de consultas ainda persistem.

### 3. Financiamento (despesa federal e familiar)
O financiamento é outro aspecto crucial para a equidade. Ele inclui os gastos públicos federais, estaduais e municipais, além das despesas das famílias com saúde. Observa-se um aumento relativo na participação dos gastos familiares (gasto privado), o que pode indicar fragilidades no financiamento público e uma sobrecarga para os usuários, especialmente os mais vulneráveis economicamente.

### 4. Qualidade da atenção
A qualidade dos serviços de saúde vem apresentando sinais de melhora. O número de estabelecimentos certificados como “Maternidade Segura” e “Hospital Amigo da Criança” tem crescido, refletindo iniciativas voltadas à qualificação da atenção materno-infantil. Além disso, há avanços na redução dos óbitos com causas mal definidas, especialmente na região Norte. A percepção dos usuários e o grau de satisfação com os serviços também são indicadores importantes dessa dimensão, embora ainda pouco sistematizados.

### 5. Situação de saúde
Indicadores como expectativa de vida, mortalidade infantil e incidência de doenças como a tuberculose refletem o estado geral de saúde da população. A expectativa de vida é um dos principais índices globais de saúde, e sua evolução ao longo do tempo mostra melhorias importantes. No entanto, a persistência de doenças evitáveis e desigualdades regionais nesses indicadores aponta para desafios ainda presentes.

### 6. Saúde e Condições de Vida
A última dimensão relaciona-se com fatores socioeconômicos que impactam diretamente a saúde. Indicadores como escolaridade, renda e taxa de pobreza demonstraram evolução positiva na última década. Ainda assim, há uma clara correlação entre baixa escolaridade e maiores proporções de óbitos mal definidos, evidenciando a influência das condições de vida sobre os desfechos em saúde.

## Barreiras no acesso
Embora a Constituição assegure o atendimento médico como um direito fundamental, na realidade cotidiana, diversos entraves ainda limitam sua efetivação plena. O termo “acesso” diz respeito não apenas à chegada até uma unidade de saúde, mas a todo o processo percorrido pelo indivíduo — desde a busca inicial por ajuda até o momento em que, de fato, recebe algum tipo de cuidado. Esse caminho revela um elo entre a procura da população por serviços e a capacidade do sistema em responder adequadamente às suas necessidades.
Entretanto, diversos fatores, chamados de "barreiras", dificultam ou até mesmo impedem esse acesso. Essas barreiras, segundo Travassos e Castro (2012), podem ser classificadas em quatro grandes categorias: geográficas, financeiras, organizacionais e informacionais.

### 1. Barreiras geográficas
A distribuição física dos estabelecimentos de saúde em relação ao local onde vivem os usuários é um fator crítico no acesso aos serviços. Quanto mais afastado o ponto de atendimento estiver da residência, menores são as possibilidades de a pessoa buscar e utilizar esse recurso. Essa limitação se torna ainda mais severa em regiões com baixos níveis de renda, onde os custos de deslocamento podem impedir o acesso efetivo ao cuidado.
No caso brasileiro, como em outras federações, a questão geográfica também determina, intrinsecamente, que haverá desigualdades na oferta dos serviços de saúde. A forma como cada estado e cada município vai operacionalizar o serviço vai depender de suas capacidades estatais. Mesmo o SUS tendo uma centralização da coordenação forte no nível federal, os entes possuem diferentes arranjos, seja na questão técnico-administrativa, ou político-relacional (com destaque ao papel dos Conselhos). 

### 2. Barreiras financeiras
As limitações financeiras que dificultam o acesso à saúde vão muito além dos gastos com consultas ou procedimentos. Elas abrangem um conjunto de restrições ligadas à condição socioeconômica da pessoa, como a impossibilidade de arcar com o transporte, adquirir remédios, realizar exames ou até manter uma estrutura básica de vida — como energia em casa ou alimentação adequada. Esses elementos interferem tanto na busca inicial por atendimento quanto na capacidade de seguir com o tratamento ao longo do tempo.

### 3. Barreiras organizacionais
As dificuldades relacionadas à organização interna dos serviços de saúde têm um impacto significativo no acesso da população. Fatores como horários de funcionamento incompatíveis com a rotina dos pacientes, a falta de profissionais, longos períodos de espera para consultas e a inexistência de políticas de acolhimento e respeito ao paciente são obstáculos que comprometem a efetividade do sistema e dificultam o acesso ao atendimento.

### 4. Barreiras informacionais
A carência de informações claras ou a dificuldade em entender como e onde procurar ajuda prejudica seriamente a interação das pessoas com o sistema de saúde. Quando a população não tem acesso a dados precisos sobre os serviços oferecidos ou desconfia das campanhas de prevenção e tratamento, o reflexo disso é uma adesão reduzida, resultando em piores índices de saúde. Um exemplo claro disso foi durante a pandemia de Covid-19, quando ficou patente a importância do acesso a informações confiáveis para o engajamento nas medidas de prevenção e vacinação.
Além das barreiras já mencionadas, o acesso aos serviços de saúde é profundamente influenciado pela condição socioeconômica das pessoas. Famílias de maior poder aquisitivo tendem a recorrer a serviços privados e especializados, muitas vezes com um padrão de qualidade semelhante ao observado em países mais desenvolvidos. Por outro lado, as camadas mais pobres da população dependem principalmente dos serviços públicos, como unidades de saúde e atendimentos emergenciais, que nem sempre conseguem oferecer o mesmo nível de cuidado.

## Superação das desigualdades em saúde
Garantir o acesso universal à saúde vai além de simplesmente oferecer serviços; trata-se de eliminar barreiras estruturais, econômicas, organizacionais e comunicacionais que impedem o pleno exercício desse direito por todos, de maneira justa e igualitária.
Do ponto de vista global, ao abordar a desigualdade em saúde, é essencial ir além da análise superficial da distribuição do perfil epidemiológico entre os diferentes grupos sociais. Deve-se considerar também as disparidades nas respostas sociais aos problemas de saúde, levando em conta como essas respostas são distribuídas e organizadas. Isso engloba aspectos como o financiamento do sistema de saúde, o acesso e a utilização dos serviços, a qualidade da atenção prestada, entre outros fatores relacionados à provisão e ao uso dos cuidados de saúde. A proposta mais sólida para enfrentar esse desafio tem se centrado no aprimoramento dos mecanismos de governança global, sempre levando em consideração tanto o processo histórico de formação das nações quanto a inserção de cada país nos circuitos produtivos globais.